# Zyprischer Fußballpokal 1990/91
Der Zyprische Fußballpokal 1990/91 war die 49. Austragung des zyprischen Pokalwettbewerbs. Er wurde vom zyprischen Fußballverband ausgetragen. Das Finale fand am 9. Juni 1991 im Makario-Stadion von Nikosia statt.
Pokalsieger wurde Omonia Nikosia. Das Team setzte sich im Finale gegen Olympiakos Nikosia durch. Omonia qualifizierte sich durch den Sieg für den Europapokal der Pokalsieger 1991/92.

## Modus
Die Begegnungen der 1. und 2. Vorrunde wurden in einem Spiel ausgetragen. Bei unentschiedenem Ausgang wurde das Spiel um zweimal 15 Minuten verlängert. Stand danach kein Sieger fest, folgte ein Wiederholungsspiel auf des Gegners Platz. Endete auch dies unentschieden, gab es eine Verlängerung und gegebenenfalls ein Elfmeterschießen.
Von der 1. Runde bis zum Halbfinale wurden alle Begegnungen in Hin- und Rückspiel ausgetragen. Bei Torgleichheit entschied zunächst die Anzahl der auswärts erzielten Tore, danach eine Verlängerung und schließlich das Elfmeterschießen.

## Teilnehmer
| First Division (14) | Second Division (14) | Third Division (14) | Fourth Division (30) | Fourth Division (30) |
| --- | --- | --- | --- | --- |
| - EPA Larnaka - AEL Limassol - Alki Larnaka - Anorthosis Famagusta - APEP Pitsilia - APOEL Nikosia - APOP Paphos - Apollon Limassol - Aris Limassol - Enosis Neon Paralimni - Nea Salamis Famagusta - Olympiakos Nikosia - Omonia Nikosia - Pezoporikos Larnaka | - Akritas Chlorakas - Anagennisi Deryneia - APEP Palendriou - Chalkanoras Idaliou - Digenis Akritas Morphou - Doxa Katokopia - Elpida Xylofagou - Ermis Aradippou - Ethnikos Achnas - Ethnikos Defteras - Evagoras Paphos - Omonia Aradippou - Onisilos Sotira - Orfeas Nikosia | - Adonis Idaliou - AEK Katholiki - AEZ Zakakiou - ASO Ormideia - AO Agia Napa - Apollon Lympion - Digenis Akritas Ypsona - Enosis Neon THOI Lakatamia - Ethnikos Assia - Keravnos Strovolou - Othellos Athienou - OXEN Peristeronas - PAEEK Kyrenia - Tsaggaris Peledriou | - Achyronas Liopetriou - AEM Morphou - AEK Kakopetrias - Anagennisi Lythrodonta - APEA Akrotiriou - APEY Ypsona - ATE PEK Ergaton - ASIL Lysi - Digenis Oroklinis - Doxa Devtera - Doxa Polemidion - Dynamo Pervolion - Elia Lythrodonta - Ellinismos Akakiou - Elpida Prosfigon Paphou | - Enosi Neon Kormakitis - Fotiakos Frenarou - Iraklis Gerolakkou - Kento Neotitas Maroniton - Kimonas Xylotympou - MEAP Nisou - Neos Aionas Trikomou - Olympias Frenarou - Olympos Xylofagou - Orfeas Athienou - Rotsidis Mammari - Panikos Pourgouridis Limassol - Panikos & Sokratis Zakakiou - Poseidonas Giolou - Triptolemus Evrychou |

## 1. Vorrunde
In dieser Runde traten alle 14 Teams der Third Division und 30 Teams der Fourth Division an.
|                             | Ergebnis  |                               |
| --------------------------- | --------- | ----------------------------- |
| Achyronas Liopetriou        | 4:0       | AEM Morphou                   |
| Adonis Idaliou              | 4:1       | Ellinismos Akakiou            |
| AEK Katholiki               | 1:0       | AO Agia Napa                  |
| AEZ Zakakiou                | 2:0       | Elia Lythrodonta              |
| APEY Ypsona                 | 2:1       | ASIL Lysi                     |
| Apollon Lympion             | 2:0       | Olympias Frenarou             |
| ASO Ormideia                | 2:3       | Panikos Pourgouridis Limassol |
| ATE PEK Ergaton             | 3:0       | Orfeas Athienou               |
| Digenis Akritas Ypsona      | 3:1       | Kimonas Xylotympou            |
| Digenis Oroklinis           | 2:1       | Kento Neotitas Maroniton      |
| Dynamo Pervolion            | 1:1 n. V. | Doxa Polemidion               |
| Enosis Neon THOI Lakatamia  | 2:1       | Olympos Xylofagou             |
| Elpida Prosfigon Paphou     | 0:1       | MEAP Nisou                    |
| Ethnikos Assia              | 1:0       | Othellos Athienou             |
| Fotiakos Frenarou           | 0:5       | AEK Kakopetrias               |
| Keravnos Strovolou          | 1:0       | Anagennisi Lythrodonta        |
| Enosi Neon Kormakitis       | 2:1       | APEA Akrotiriou               |
| Panikos & Sokratis Zakakiou | 0:3       | Doxa Devtera                  |
| PAEEK Kyrenia               | 1:0       | Neos Aionas Trikomou          |
| Poseidonas Giolou           | 1:2       | Triptolemus Evrychou          |
| Rotsidis Mammari            | 0:1       | Iraklis Gerolakkou            |
| Tsaggaris Peledriou         | 2:1       | OXEN Peristeronas             |

### Wiederholungsspiel
|                 | Ergebnis |                  |
| --------------- | -------- | ---------------- |
| Doxa Polemidion | 6:2      | Dynamo Pervolion |

## 2. Vorrunde
In dieser Runde stiegen alle 14 Teams der Second Division ein.
|                            | Ergebnis  |                               |
| -------------------------- | --------- | ----------------------------- |
| Achyronas Liopetriou       | 1:2       | Doxa Devtera                  |
| Adonis Idaliou             | 0:2       | AEK Katholiki                 |
| AEK Kakopetrias            | 1:1 n. V. | Elpida Xylofagou              |
| AEZ Zakakiou               | 4:2       | Iraklis Gerolakkou            |
| Akritas Chlorakas          | 3:0       | Triptolemus Evrychou          |
| Chalkanoras Idaliou        | 7:2       | Panikos Pourgouridis Limassol |
| Digenis Akritas Morphou    | 3:4       | APEP Palendriou               |
| Doxa Katokopia             | 1:3       | Anagennisi Deryneia           |
| Doxa Polemidion            | 0:1       | APEY Ypsona                   |
| Enosis Neon THOI Lakatamia | 1:3 n. V. | Ethnikos Defteras             |
| Ethnikos Achnas            | 6:1       | PAEEK Kyrenia                 |
| Ethnikos Assia             | 3:0       | ATE PEK Ergaton               |
| Evagoras Paphos            | 6:0       | Apollon Lympion               |
| MEAP Nisou                 | 3:5       | Ermis Aradippou               |
| Omonia Aradippou           | 3:1       | Digenis Akritas Ypsona        |
| Onisilos Sotira            | 6:0       | Enosi Neon Kormakitis         |
| Orfeas Nikosia             | 3:2       | Keravnos Strovolou            |
| Tsaggaris Peledriou        | 5:1       | Digenis Oroklinis             |

### Wiederholungsspiel
|                  | Ergebnis |                 |
| ---------------- | -------- | --------------- |
| Elpida Xylofagou | 3:2      | AEK Kakopetrias |

## 1. Runde
Alle 14 Vereine der First Division stiegen in dieser Runde ein.
|                       | Gesamt    |                      | Hinspiel | Rückspiel |
| --------------------- | --------- | -------------------- | -------- | --------- |
| AEK Katholiki         | 2:4       | Ethnikos Achnas      | 1:3      | 1:1       |
| AEL Limassol          | 4:1       | APOP Paphos          | 3:0      | 1:1       |
| Akritas Chlorakas     | 4:2       | Alki Larnaka         | 4:0      | 0:2       |
| APEY Ypsona           | 00:14     | EPA Larnaka          | 0:6      | 0:8       |
| Apollon Limassol      | 5:3       | APOEL Nikosia        | 3:2      | 2:1       |
| Aris Limassol         | 9:3       | Ethnikos Defteras    | 7:0      | 2:3       |
| Chalkanoras Idaliou   | 2:6       | APEP Palendriou      | 1:5      | 1:1       |
| Enosis Neon Paralimni | 1:4       | Anorthosis Famagusta | 1:2      | 0:2       |
| Ermis Aradippou       | 01:12     | Omonia Nikosia       | 1:6      | 0:6       |
| Ethnikos Assia        | 1:4       | APEP Pitsilia        | 1:2      | 0:2       |
| Evagoras Paphos       | 6:1       | Doxa Devtera         | 3:0      | 3:1       |
| Nea Salamis Famagusta | (a)2:2(a) | Anagennisi Deryneia  | 1:2      | 1:0       |
| Omonia Aradippou      | 0:1       | Olympiakos Nikosia   | 0:0      | 0:1       |
| Onisilos Sotira       | 5:4       | AEZ Zakakiou         | 3:3      | 2:1       |
| Pezoporikos Larnaka   | 13:30     | Elpida Xylofagou     | 5:1      | 8:2       |
| Tsaggaris Peledriou   | 5:8       | Orfeas Nikosia       | 1:2      | 4:6       |

## 2. Runde
|                      | Gesamt          |                     | Hinspiel | Rückspiel |
| -------------------- | --------------- | ------------------- | -------- | --------- |
| AEL Limassol         | 7:1             | APEP Pitsilia       | 6:0      | 1:1       |
| Akritas Chlorakas    | 2:1             | Onisilos Sotira     | 2:0      | 0:0       |
| Anorthosis Famagusta | 1:1 (1:3 i. E.) | Ethnikos Achnas     | 0:1      | 1:0 n. V. |
| Aris Limassol        | 5:2             | Orfeas Nikosia      | 4:1      | 1:1       |
| EPA Larnaka          | 0:6             | Apollon Limassol    | 0:3      | 0:3       |
| Olympiakos Nikosia   | 3:2             | Evagoras Paphos     | 2:1      | 1:1       |
| EPA Larnaka          | 3:0             | APEP Palendriou     | 1:0      | 2:0       |
| Pezoporikos Larnaka  | 13:10           | Anagennisi Deryneia | 4:0      | 9:1       |

## Viertelfinale
|                     | Gesamt          |                    | Hinspiel | Rückspiel |
| ------------------- | --------------- | ------------------ | -------- | --------- |
| AEL Limassol        | 2:1             | Apollon Limassol   | 0:0      | 2:1       |
| Ethnikos Achnas     | 3:3 (1:3 i. E.) | Olympiakos Nikosia | 1:2      | 2:1 n. V. |
| Omonia Nikosia      | 5:0             | Akritas Chlorakas  | 2:0      | 3:0       |
| Pezoporikos Larnaka | 5:1             | Aris Limassol      | 3:1      | 2:0       |

## Halbfinale
|                     | Gesamt          |                    | Hinspiel | Rückspiel |
| ------------------- | --------------- | ------------------ | -------- | --------- |
| AEL Limassol        | 1:2             | Olympiakos Nikosia | 0:0      | 1:2       |
| Pezoporikos Larnaka | 1:1 (2:4 i. E.) | Omonia Nikosia     | 1:0      | 0:1 n. V. |

## Finale
| Paarung  | Omonia Nikosia – Olympiakos Nikosia |
| Ergebnis | 1:0                                 |
| Datum    | 9. Juni 1991                        |
| Stadion  | Makario-Stadion, Nikosia            |
| Tore     | ?                                   |